# 古田京
古田 京（ふるた きょう、1997年2月25日 - ）は、日本の医師・ラグビー選手。

## プロフィール
- 神奈川県出身[1]。
- ポジションはスタンドオフ(SO)。
- 身長 176cm、体重 84kg
- オールスターゲームの対抗戦選抜に選ばれたことがある[2]。

## 来歴
神奈川県川崎市出身。5歳の時に川崎市麻生区にある「麻生ラグビースクール」にてラグビーを始めた。
中学受験では「ラグビーがプレーできる環境」を最優先に考え、慶應義塾普通部に進学。
2015年、慶應義塾高等学校を卒業後、慶應義塾大学医学部に入学。なお、慶應義塾高校時代には高校日本代表に選ばれたことがある。また、医学部のラグビー部員は初めてである。
2018年、慶應義塾體育會蹴球部の主将に就任。
2021年3月、医師国家試験に合格。大学卒業後は慶應義塾大学病院の関連病院の一つである栃木県済生会宇都宮病院で研修医として勤務している。
2023年4月、東京都板橋区にあるおうちにかえろう。病院に勤務している。